# Pont Marie-Valérie
Le pont Marie-Valérie (en hongrois Mária Valéria híd, en slovaque most Márie Valérie) est un pont qui traverse le Danube et relie la Hongrie à la Slovaquie, entre Esztergom et Štúrovo. Il doit son nom à Marie-Valérie d’Autriche.
Mis en service pour la première fois en 1895, il a été détruit en 1919 et en 1944. Il n’a été reconstruit et remis en service qu’en 2001. On peut traverser le pont en véhicule ou à pied.

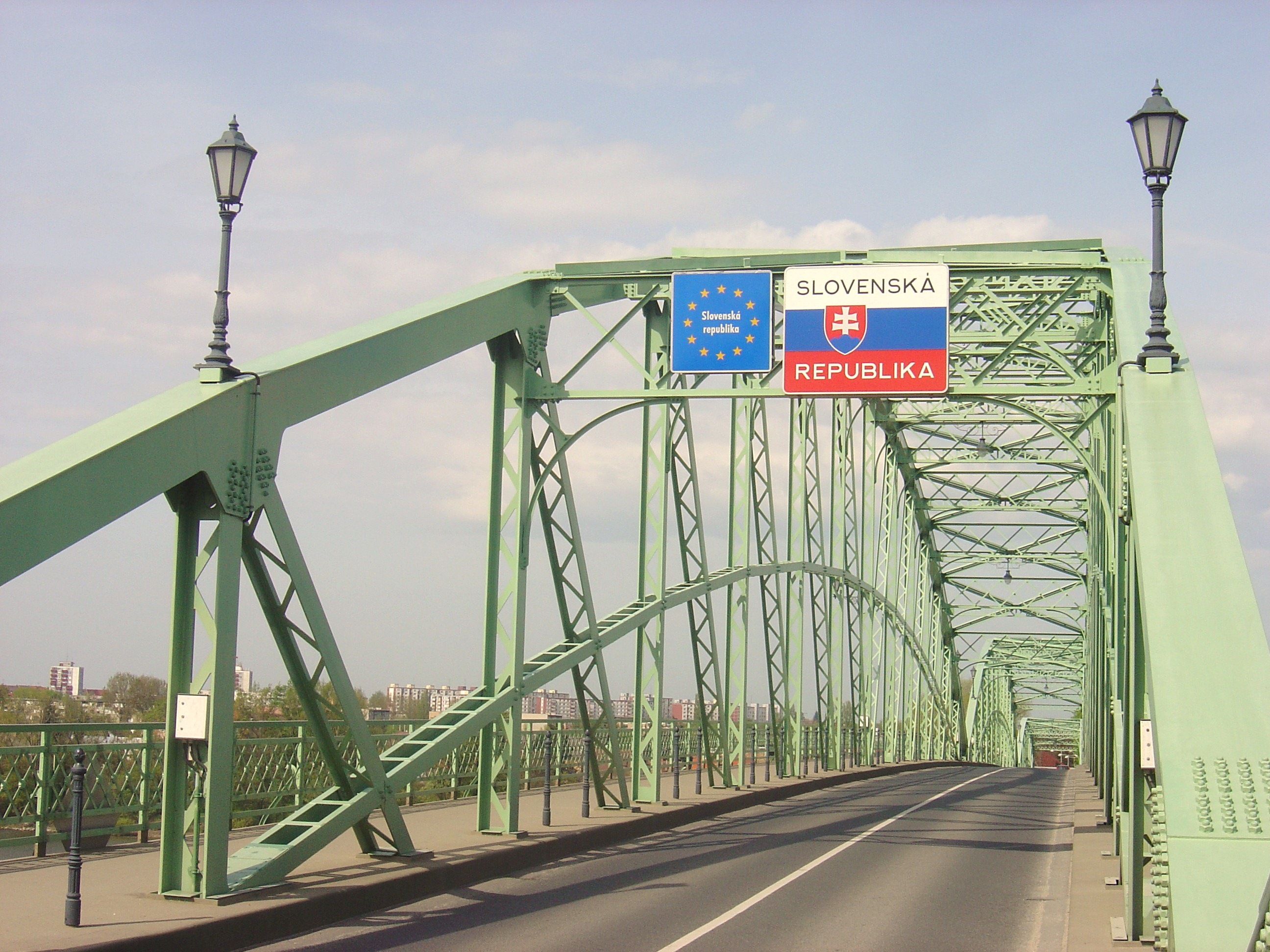
L’entrée en Slovaquie au milieu du pont.